# Reina Sònia de Noruega
Sònia de Noruega, nascuda Sonja Haraldsen, (Oslo, Noruega, 4 de juliol de 1937) és reina consort de Noruega, dona del rei Harald V.